# Sineus och Truvor

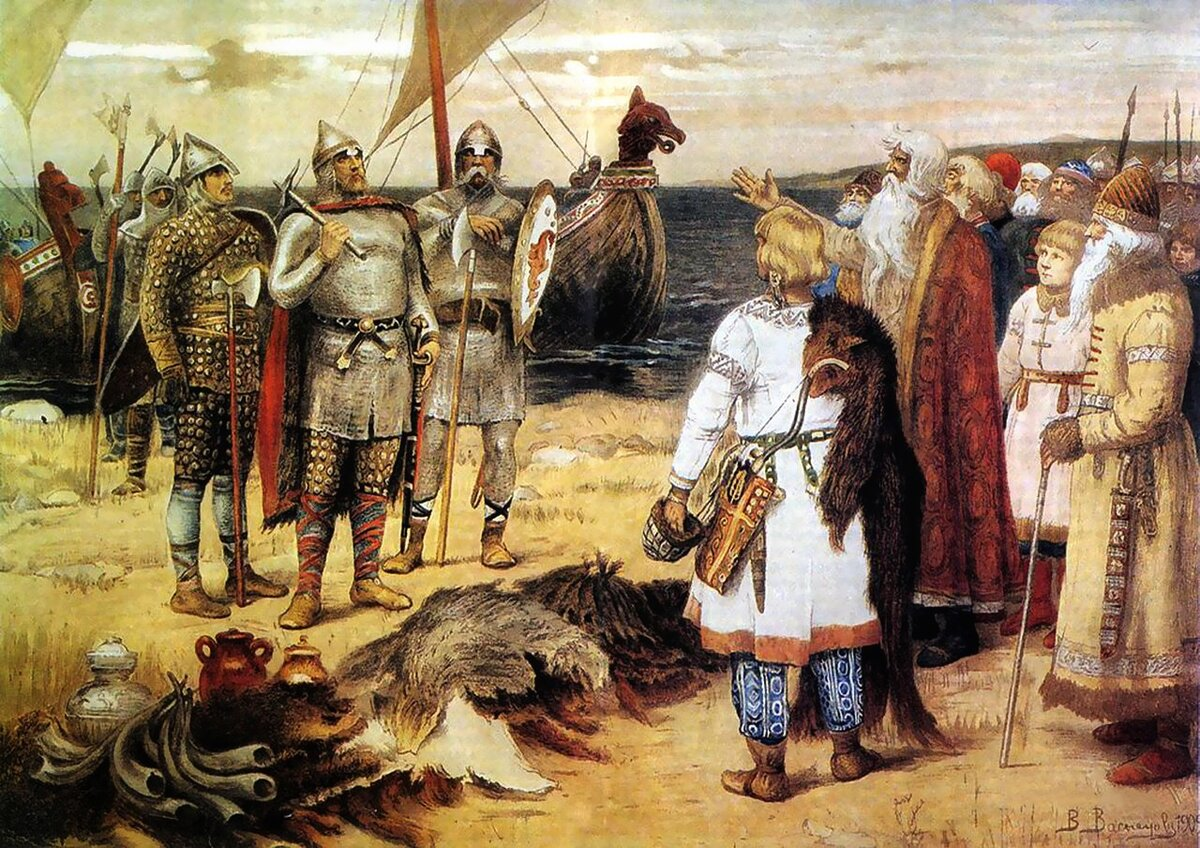
Rurik, Sineus och Truvor anländer till Ladoga.

Sineus och Truvor var enligt Nestorskrönikan två bröder till Rurik. Rurik tog makten över Kievriket år 862 och hade en avgörande roll vid det Rusernas rikets bildande.
Dessa två bröder kan ha uppstått vid transkriberingar av krönikan varvid de fornnordiska begreppen "sine hus", ungefär blodsfränder eller hushåll och "thru voring", ungefär svurna hirdmän eller krigare, av ryska krönikörer tolkats dom egennamn. Men idag förnekas denna dom av de flesta forskare.